# Luann Ryon
Luann Marie Ryon, (Long Beach (Califórnia), 13 de janeiro de 1953) é uma arqueira estadunidense, campeã olímpica.

## Carreira
Luann Ryon representou seu país nos Jogos Olímpicos de 1976, ganhando a medalha de de ouro no individual em Montreal. 